# Rhyacia junonia
Rhyacia junonia is een vlinder uit de familie uilen (Noctuidae). De wetenschappelijke naam is voor het eerst geldig gepubliceerd in 1881 door Staudinger.
De soort komt voor in Europa.